# دینگه (کوه)
قله دینگه در نزدیکی روستای بزرگ سهرین و دگاهی از توابع شهرستان زنجان می‌باشد.
این کوه به دلیل داشتن ارتفاع نسبتاً بالا (۲۷۴۰ متر) و همجواری با قله خیر المسجد و همچنین قرارگرفتن در منطقه بکر دگاهی و طبیعت بکر و تحت حفاظت آن همواره یکی از مناطق مورد توجه کوهنوردان بوده‌است.
کوه دینگه در شمال قوش قیسی و با فاصله‌ای حدود ۱۰ کیلومتر از آن قرار گرفته. چهره آن مخروطی و می‌توان گفت از زیباترین قلل این منطقه می‌باشد. برای صعود به این قله چند مسیر متفاوت موجود است که از حوصله این بحث خارج می‌باشد.
1. ↑  "دینگه داغ - زنجان - دگاهی". Wikiloc | Trails of the World (به انگلیسی). Retrieved 2024-06-06.